# Белый пароход (фильм, 1975)
«Бе́лый парохо́д» — советский художественный фильм, поставленный на киностудии «Киргизфильм» в 1975 году режиссёром Болотбеком Шамшиевым по одноимённой повести Чингиза Айтматова.

## Сюжет
Оторванные от мира — семилетний мальчик и шестеро взрослых — живут в заповедном лесу. Мальчик одинок. Родителей заменяет знаток народных преданий, старый Момун. Мир сказаний и прекрасных легенд, воспринимаемых впечатлительным ребёнком, склонным к сказочному восприятию действительности, приходит в противоречие с жестокой реальностью мира взрослых людей, занятых собственными проблемами.

## В ролях
- Нургазы Сыдыгалиев — мальчик (дублирование - Антон Горло)
- Сабира Кумушалиева — бабка Карыз (дублирование - Валентина Пугачёва)
- Орозбек Кутманалиев — Орозкул (дублирование - Григорий Гай)
- Асанкул Куттубаев — Момун (дублирование - Игорь Ефимов)
- Айтурган Темирова — Гульджамал (дублирование - Галина Чигинская)
- Назира Мамбетова — Бекей (дублирование - Нора Грякалова)
- Чоробек Думанаев — Кулубек (дублирование - Борис Аракелов)
- Даркуль Куюкова — шаманиха
- Мукан Рыскулбеков - Сейдахмат

## Съёмочная группа
- Сценарий — Чингиз Айтматов, Болотбек Шамшиев
- Режиссёр — Болотбек Шамшиев
- Оператор — Манасбек Мусаев
- Художники — Владимир Донсков
- Композитор — Альфред Шнитке

## Дубляж
Фильм дублирован на киностудии «Ленфильм» в 1976 году.
- Режиссёр дубляжа — Болотбек Шамшиев
- Звукооператор — Наталия Левитина

## Признания и награды
- Государственная премия СССР (1977 год, удостоены сценарист и режиссёр Болотбек Шамшиев, сценарист Чингиз Айтматов, оператор М. Мусаев)
- Большой приз творческому коллективу — 9 Всесоюзный кинофестиваль (1976, Фрунзе)
- Гран-при «Золотой эдельвейс» МКФ «Человек и горы» в Тренто—77 (Италия);
- Приз «Серебряная лачена» МКФ в Авеллино—77 (Италия);
- Приз ЦК Союза чехословацко-советской дружбы МКФ в Карловых Варах—76.
- Основной конкурс Берлинского кинофестиваля (1976)